# Union autonomiste
L'Union autonomiste (en italien Unione Autonomista, UA) était un parti politique valdôtain et régionaliste actif en Vallée d'Aoste.

## Historique
Il fut fondé en 1987 par Roberto Gremmo en tant qu'émanation locale de l'Union piémontaise. Gremmo se présenta aux élections régionales de 1988 en Vallée d'Aoste avec une liste dénommée Union autonomiste - Retraités (en italien, Union Autonomista - Pensionati) sans consulter ses alliés. La chose fut perçue comme une impolitesse faite à l'Union valdôtaine, que tous les autonomistes de Padanie avaient toujours considérée avec déférence, au moins pour les participations communes aux mêmes manifestations.
Aux élections régionales de 1988, ce parti remporta 1295 voix, soit 1,6 %, et Gremmo fut élu au Conseil régional, soufflant le dernier siège dévolu aux sociaux-démocrates, par un avantage de 32 voix seulement. Au cours de son mandat de conseiller régional, Gremmo, sous l'étiquette de l'Union autonomiste eut l'occasion d’interpeler la junte régionale sur différents sujets, tels que les mesures prises pour éloigner de la Vallée un citoyen condamné pour terrorisme, sur des problèmes liés à la sécurité routière dans la commune de Gignod, sur la législation concernant les armes ou sur la représentation des Walser au conseil régional.
Dans les années 1989-1991, Gremmo, qui était également le chef de l'Union piémontaise, refusa de participer au processus de création de la Ligue du Nord et, depuis lors, ce parti commença à décliner. Aux élections générales de 1992, Gremmo fusionna les deux partis qu'il avait fondé, l'Union piémontaise au Piémont et l'Union autonomiste au Val d'Aoste,  dans une Ligue alpine, formation jumelle de la Ligue alpine lombarde, qui n'obtint que 0,7 % des voix aux élections régionales de 1993, en comparaison avec les 7,6 % de la Ligue du Nord Vallée d'Aoste, et aucun conseiller.

## Dirigeant
- Secrétaire national : Roberto Gremmo (1987–1992)

## Sources
- (en) Cet article est partiellement ou en totalité issu de l’article de Wikipédia en anglais intitulé « Autonomist Union » (voir la liste des auteurs).